# Fulaspis mazoeensis
Fulaspis mazoeensis är en insektsart som först beskrevs av Hall 1931.  Fulaspis mazoeensis ingår i släktet Fulaspis och familjen pansarsköldlöss. Inga underarter finns listade i Catalogue of Life.